# Гуревич Михайло Йосипович
Миха́йло Йо́сипович Гуре́вич — радянський авіаконструктор, заступник головного конструктора ОКБ-155.
Герой Соціалістичної Праці (1957). Лауреат шести Сталінських премій (1941), (1947), (1948), (1949), (1952), (1953). Лауреат Ленінської премії (1963). Доктор технічних наук (1964).

## Біографія
Народився 12 січня 1893 (31 грудня 1892)-го року в селі Рубанщина Суджанського повіту Курської губернії Російської імперії (нині Суджанський район Курської області Російської Федерації) в родині робітника.
1910-го року зі срібною медаллю закінчив гімназію в Охтирці Харківської губернії (нині Сумська область). Вступив до Харківського університету, через рік був відрахований за активну участь в акціях протесту проти самодержавства.
1912-го року виїхав до Франції, де вступив на факультет математики університету Монпельє. Влітку 1914-го року приїхав додому на канікули, внаслідок початку Першої світової війни не зміг повернутись на навчання. 1917-го року продовжив навчання у Харківському технічному інституті, де зацікавився авіацією. Був активним учасником Товариства авіації та повітроплавання України і Криму, спроектував і виготовив свої перші літальні апарати — планери «Бумеранг» і «Аіст» (рос. Аист, Лелека).
1925-го року закінчив літакобудівний факультет Харківського технічного інституту, не знайшов роботи за спеціальністю і виїхав до Москви. Працював у різних конструкторських бюро, зокрема проектував судна для мілководдя, картоплезбиральну техніку, бавовнозбиральні машини.
У 1936-37 роках у складі радянської делегації був у відрядженні у США, де було закуплено ліцензію на виробництво в СРСР літака Дуглас ДіСі-3.

### Робота авіаконструктором
Після повернення до Москви був запрошений працювати в КБ Полікарпова, де очолив групу загальних виглядів і ескізного проектування.
У жовтні 1939-го року був переведений до щойно створеного конструкторського бюро, яке очолив Мікоян Артем Іванович, став його заступником.
В КБ Гуревич переважно здійснював модернізацію літака-винищувача «І-153», разом з Мікояном розробив висотний винищувач «МіГ-1», серійний випуск якого почався у січні 1941-го року.
Влітку 1940-го року було створено «МіГ-3» (модифікацію «МіГ-1»), наприкінці року розпочато його виробництво. У 1940-41 роках «МіГ-3» будувався великими партіями і використовувався на початку німецько-радянської війни.
Після війни Гуревич разом з Мікояном проектував перші в СРСР реактивні винищувачі «МіГ-9», «МіГ-15».
З 1947-го року Гуревич керував розробкою і створенням керованих крилатих ракет.
1954-го року почалось серійне виробництво літака «МіГ-19», що міг долати звуковий бар'єр.
1957-го року Гуревич став головним конструктором.
1964-го року, у віці 72х років, за станом здоров'я вийшов на пенсію. Останні роки жив у Ленінграді (нині Санкт-Петербург). Помер 25 листопада 1976-го року. Похований на Серафімівському кладовищі у Санкт-Петербурзі.

## Нагороди
- Герой Соціалістичної Праці — 12 липня 1957
- Чотири ордени Леніна — 12 липня 1957
- Два Ордени Червоного Прапора
- Орден Червоної Зірки
- Шість Сталінських премій — 1941, 1947, 1948, 1949, 1952, 1953
- Ленінська премія — 1963

## Увічнення пам'яті

Меморіальна дошка М. Й. Гуревичу в Харкові

Меморіальна дошка в Харкові, де він навчався у Харківському технічному інституті;
Меморіальна дошка на будинку у Москві, в якому він жив.